# IC 2196
IC 2196 је елиптична галаксија у сазвјежђу Близанци која се налази на листи објеката дубоког неба у Индекс каталогу.
Деклинација објекта је + 31° 24' 22" а ректасцензија 7h 34m 9,7s. Привидна величина (магнитуда) објекта IC 2196 износи 12,8 а фотографска магнитуда 13,8. IC 2196 је још познат и под ознакама UGC 3910, MCG 5-18-21, CGCG 147-40, NPM1G +31.0106, PGC 21300.